# Équipe d'Écosse de rugby à XV au Tournoi des Cinq Nations 1984
L'équipe d'Écosse de rugby à XV au Tournoi des Cinq Nations 1984 termine première en réalisant un Grand Chelem, soit quatre victoires pour quatre matchs disputés. 

## Liste des joueurs
Vingt joueurs ont contribué à ce succès. 
| Entraîneur | Entraîneur             | Jim Telfer                                             |
| Avants     | Pilier                 | Jim Aitkin (cap.), Iain Milne                          |
| Avants     | Talonneur              | Colin Deans                                            |
| Avants     | Deuxième ligne         | Bill Cuthbertson, Alan Tomes, Alister Campbell         |
| Avants     | Troisième ligne aile   | Jim Calder, David Leslie                               |
| Avants     | Troisième ligne centre | Iain Paxton, John Beattie                              |
| Arrières   | Demi de mêlée          | Roy Laidlaw, Iain Hunter                               |
| Arrières   | Demi d'ouverture       | John Rutherford                                        |
| Arrières   | Centre                 | Alexander Kennedy, David Johnston                      |
| Arrières   | Ailier                 | Roger Baird, Keith Robertson, Jim Pollock, Steve Munro |
| Arrières   | Arrière                | Peter Dods                                             |

## Résultat des matches
- 21 janvier : victoire 15-9 contre l'équipe du pays de Galles à Cardiff ;
- 04 février : victoire 18-6 contre l'équipe d'Angleterre à Édimbourg ;
- 03 mars : victoire 32-9 contre l'équipe d'Irlande à Dublin ;
- 17 mars : victoire 21-12 contre l'équipe de France à Édimbourg.

## Statistiques

### Meilleur réalisateur
- Peter Dods : 50 points.

### Meilleur marqueur d'essais
- Roy Laidlaw : 2 essais.